# A103-as autópálya (Németország)
Az A103-as autópálya (németül: Bundesautobahn 103) egy autópálya Németországban. Hossza 4 km.